# Piaski (Gniewczyna Łańcucka)
Piaski – część wsi Gniewczyna Łańcucka w Polsce położona w województwie podkarpackim, w powiecie przeworskim, w gminie Tryńcza, w sołectwie Gniewczyna Łańcucka.
W latach 1975–1998 miejscowość położona była w województwie przemyskim.